# Movilización estudiantil feminista en Chile de 2018
La movilización estudiantil feminista de 2018 en Chile, también conocida como tomas feministas de 2018 o la «nueva ola feminista chilena», corresponde a una serie de manifestaciones realizadas por estudiantes universitarias y de secundaria de Chile que comenzaron en abril de 2018. Entre las exigencias del movimiento se incluyen tomar medidas en contra de académicos acusados de abuso sexual, la eliminación del sexismo de la educación, la realización de cambios en las mallas curriculares, y capacitaciones sobre igualdad de género, entre otras.

## Antecedentes
Las movilizaciones surgieron a causa de la creciente molestia, por parte de estudiantes universitarias, ante las debilidades de los mecanismos formales que tenían las instituciones para investigar y sancionar el acoso sexual y abuso de poder al interior de las instituciones.
Los primeros casos en ser públicamente denunciados fueron en la Facultad de Filosofía y Humanidades de la Universidad de Chile en 2016, donde el docente Fernando Ramírez fue acusado por abuso de poder por la estudiante María Ignacia León. Dos meses después, las estudiantes Macarena Orellana y Dina Camacho acusaron de acoso sexual al profesor de Historia Leonardo León. Esto generó una serie de denuncias hacia otros docentes de la facultad, en medio de una serie de movilizaciones que incluyeron la primera toma basada en demandas feministas, en octubre de 2017. Como resultado del proceso, los dos docentes inicialmente acusados dejaron la universidad. Con posterioridad, Leonardo León fue formalizado y condenado por el abuso sexual de su hija.
Durante la ceremonia de los Premios Pulsar 2016 la cantante Mariel Mariel denunció un acoso y abuso por parte del profesor Jaime Kachelle, de la Facultad de Artes de la Universidad de Chile, hecho que tuvo como consecuencia la no renovación de contrato al profesor, por no llamado a concurso, pero no un sumario por la vía oficial.

## Historia
El 17 de abril de 2018 se realizó la primera movilización feminista en la Universidad Austral de Chile (UACh), donde estudiantes del círculo de mujeres se tomaron el edificio de la Facultad de Filosofía y Humanidades de dicha casa de estudios. El motivo tuvo relación con casos de acoso y abuso entre estudiantes. Posteriormente, el 23 de abril, estudiantes de la Facultad de Ciencias de la misma casa de estudios ocuparon el Edificio Emilio Pugin por la noticia de que un docente hallado culpable por acoso sexual ambiental a una funcionaria no sería desvinculado La toma se amplió a las sedes de la UACh en Valdivia, a la sede Puerto Montt y al campus de Osorno, sin embargo no se logró la desvinculación del académico, pese a las  exigencias de mejoras en temáticas de género.
En Santiago, el 30 de abril la Facultad de Derecho de la Universidad de Chile fue tomada en respuesta a las acusaciones de acoso sexual y laboral realizadas en contra de Carlos Carmona, profesor de Derecho Administrativo y expresidente del Tribunal Constitucional, buscando resultados similares a los conseguidos por las movilizaciones de los años previos en la Facultad de Filosofía y Humanidades.[cita requerida] A partir de esa manifestación, otras facultades de la Universidad de Chile fueron tomadas por estudiantes, así como las de otras universidades del país tanto públicas como privadas, como la Universidad Andrés Bello y la Universidad Técnica Federico Santa María.

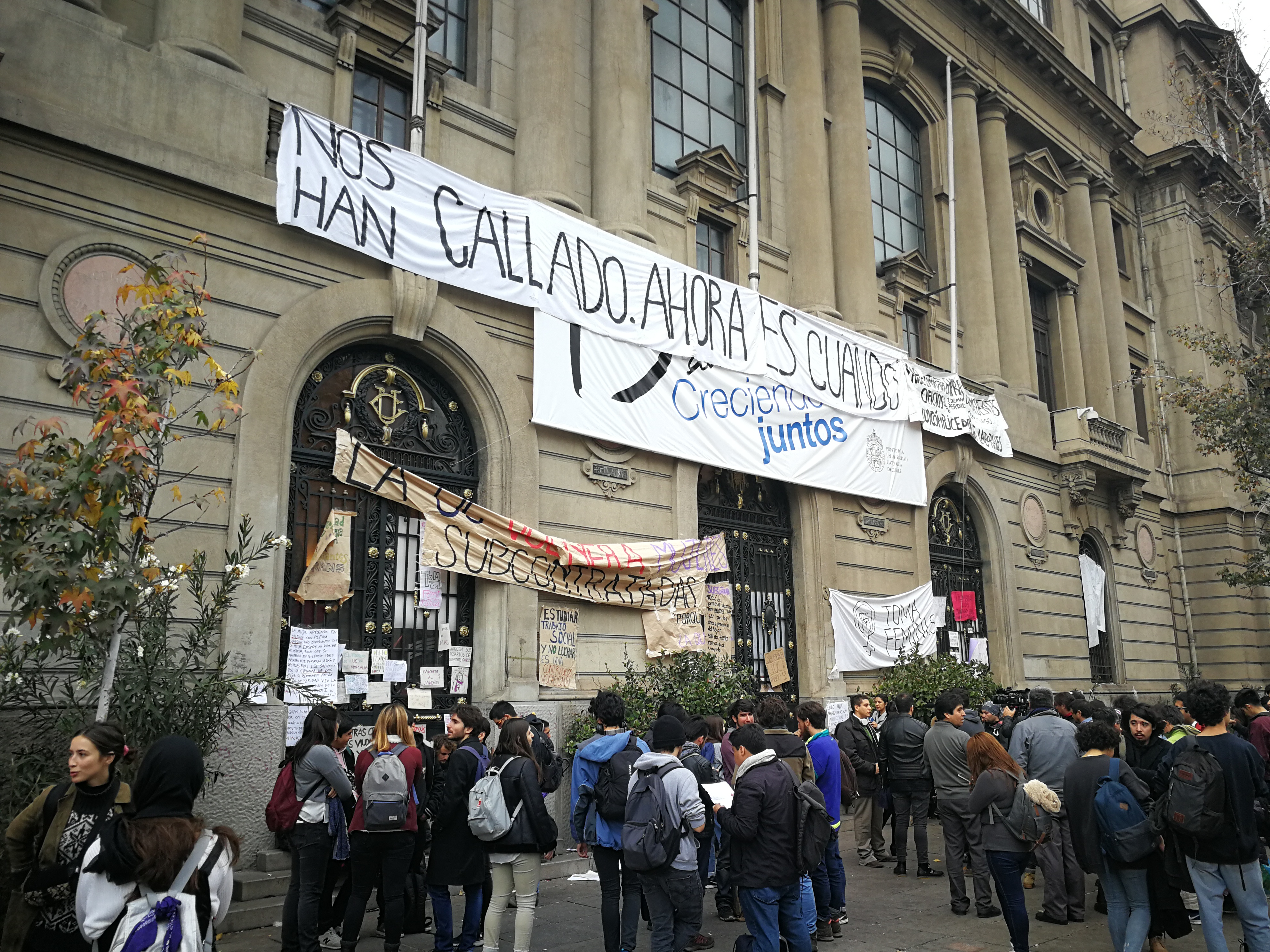
Toma feminista en la Pontificia Universidad Católica de Chile.

En Valparaíso, la Universidad de Playa Ancha, fue la que estuvo más tiempo en paro, casi cuatro meses, donde exigían petitorio y el rector de la Universidad, Patricio Sanhueza, rechazaba firmar, donde se pedían cosas mínimas en beneficio a los estudiantes. Sin embargo, no fue hasta casi cumplir los 4 meses, luego de que alumnas tomaran la decisión de entrar en una huelga de hambre que la universidad se decide por firmar el petitorio.
La Coordinadora Nacional de Estudiantes Secundarios (Cones) realizó una marcha el 9 de mayo, la cual fue llamada «pingüinazo», en referencia al nombre dado a los estudiantes secundarios en las manifestaciones estudiantiles de 2006. Dos días más tarde, la Coordinadora Ni una menos convocó a una manifestación en el centro de Santiago, bajo la consigna «Contra la cultura de la violación». La protesta tuvo una amplia convocatoria, donde miles de mujeres marcharon desde Plaza Baquedano hasta las cercanías de Barrio República. El 16 de mayo se realizó una nueva movilización a nivel nacional, esta vez convocada por la Confech, que en Santiago congregó a 150 000 manifestantes que marcharon desde Plaza Baquedano hasta Echaurren.
El 25 de mayo, estudiantes de la Pontificia Universidad Católica de Chile (PUC) realizaron una inédita toma de la Casa Central de la institución —la primera desde julio de 1986—, exigiendo el cumplimiento de un petitorio que incluía la redacción de un nuevo protocolo que resguarde a estudiantes, funcionarios y académicos en casos de acoso, suspensión y expulsión de los académicos involucrados en dichos casos, instauración de cuotas de género en cargos académicos y administrativos, aceptación del nombre social para personas transgénero, entre otras. El 28 de mayo la toma se depuso tras el diálogo de las estudiantes con el rector Ignacio Sánchez, quien decidió adoptar algunas de las medidas del petitorio.
El 12 de junio del 2018 el decano de la Facultad de Derecho de la Universidad de Chile, Davor Harasic, renunció a su cargo, explicando que la toma «ha impedido el normal desarrollo de las actividades de docencia, extensión e investigación de la Facultad». A pesar de que las estudiantes movilizadas de la Universidad de Chile llegaron a un acuerdo con el rector Ennio Vivaldi el 29 de junio, deponiendo las tomas en las distintas facultades, la toma en la Facultad de Derecho de esa universidad se mantuvo hasta el 9 de julio, completando 74 días de paralización.

## Instituciones movilizadas

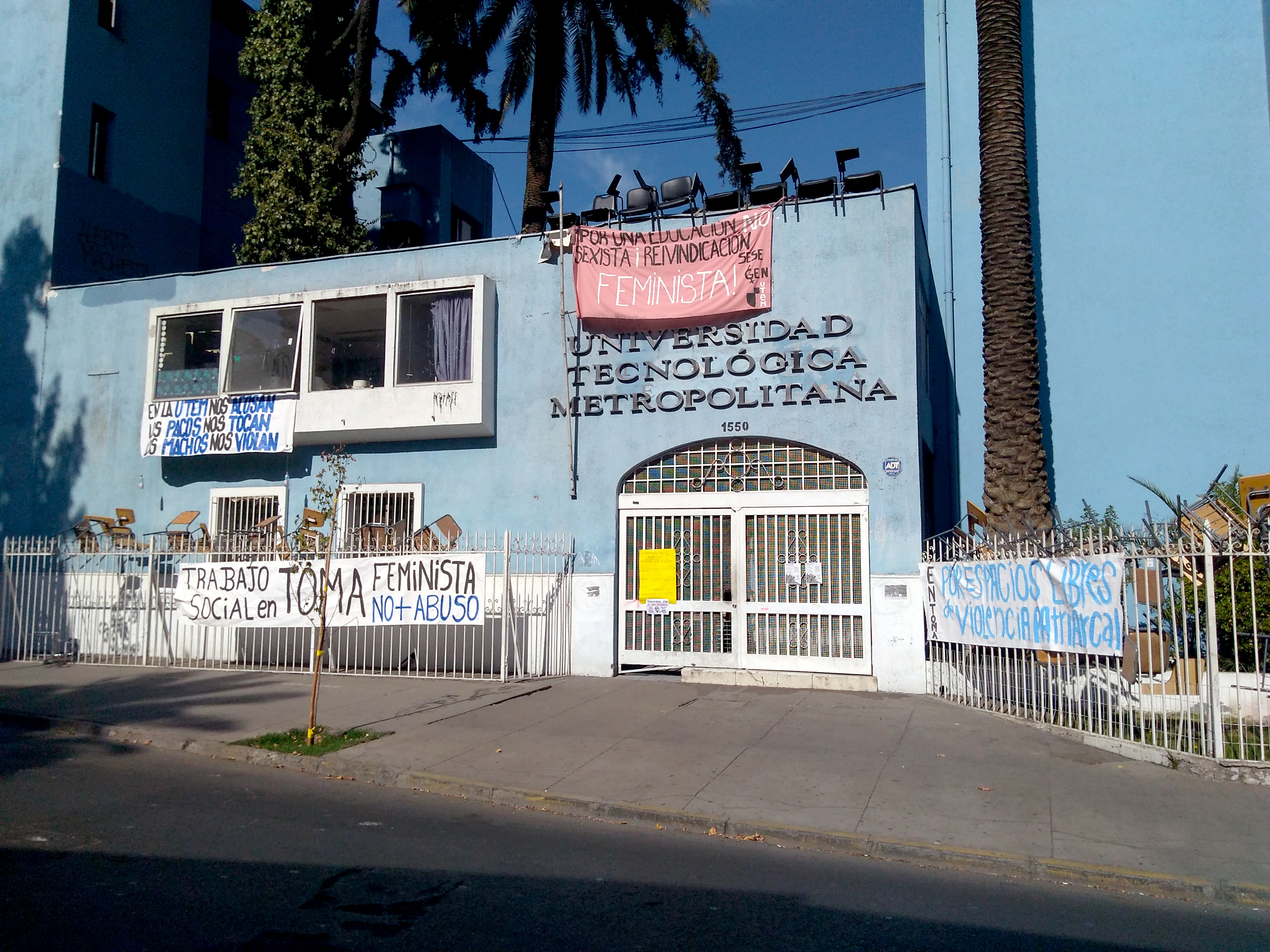
Toma feminista en sede de la UTEM.

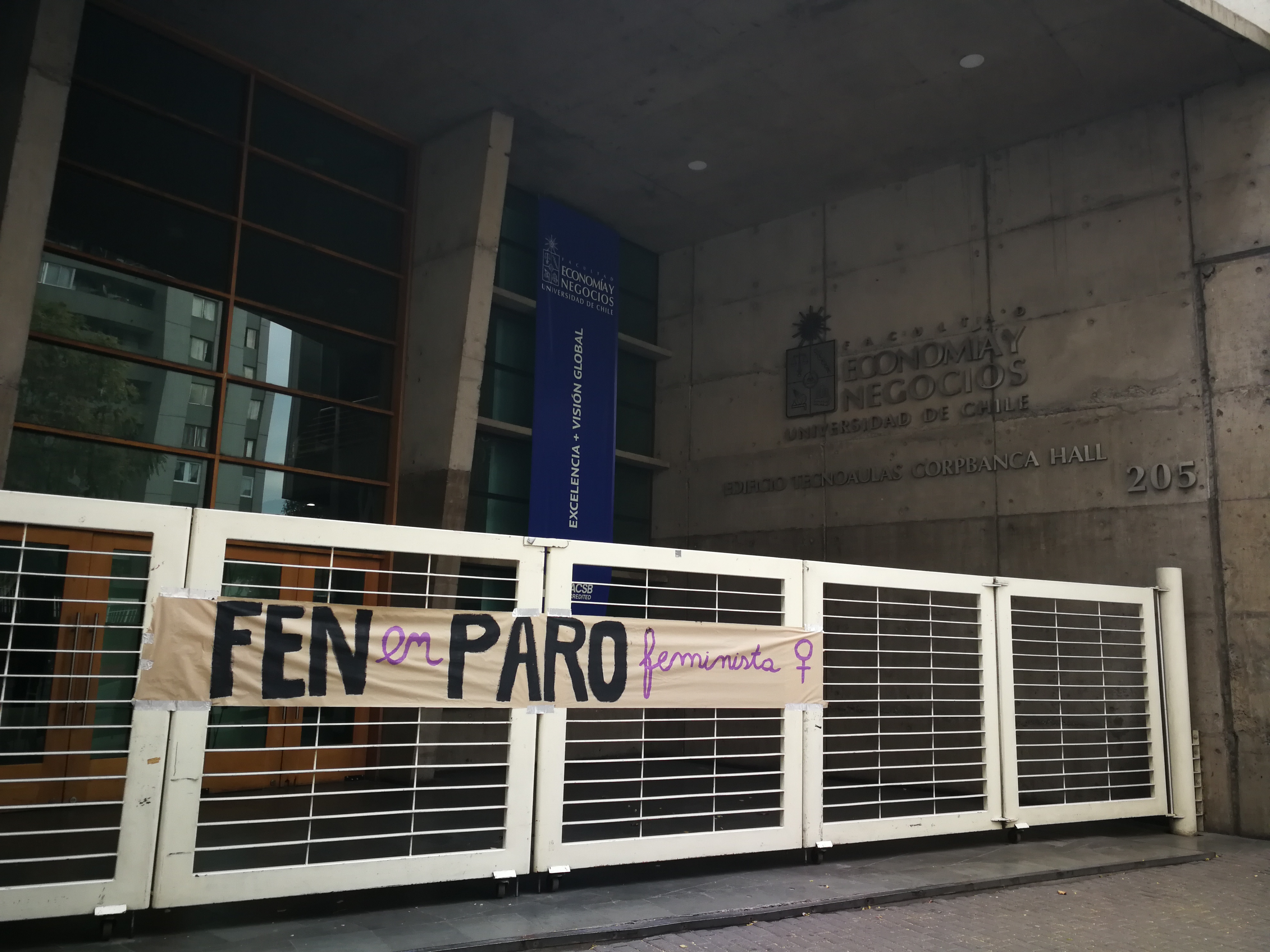
Paro feminista en la Facultad de Economía y Negocios de la Universidad de Chile.

Esta es una lista de las instituciones que han estado movilizadas, mediante tomas de sus instalaciones o paralización de sus actividades académicas.

### Universidades
- Universidad de Chile (facultades de Arquitectura y Urbanismo, Artes, Ciencias Físicas y Matemáticas, Ciencias Sociales, Derecho, Economía y Negocios, Filosofía y Humanidades, Instituto de Asuntos Públicos, Escuela de Gobierno y Gestión Pública, Instituto de la Comunicación e Imagen, Facultad de Ciencias Químicas y Farmacéuticas y el Programa Académico de Bachillerato)[29][30]
- Pontificia Universidad Católica de Chile (campus Casa Central)[28]
- Pontificia Universidad Católica de Valparaíso (todas las carreras)[29]
- Universidad Católica Silva Henríquez (Campus Casa Central)
- Universidad Andrés Bello (sedes Viña del Mar y Santiago, Facultad de Derecho)[30]
- Universidad Arturo Prat[31]
- Universidad Austral de Chile (sedes Valdivia y Puerto Montt)[30]
- Universidad Alberto Hurtado[32]
- Universidad Tecnológica Metropolitana[29] (sede Macul, Sede Santiago, Providencia y Escuela de Trabajo Social)
- Universidad Técnica Federico Santa María[29] (campus Vitacura, San Joaquín y Casa Central)
- Universidad de Concepción (facultades de Educación, Ciencias Políticas y Administrativas, Ciencias Sociales, Humanidades y Arte, Arquitectura, Urbanismo y Geografía, campus Chillán)[30]
- Universidad del Bío-Bío (centro de extensión, sede Chillán)[33]
- Universidad Diego Portales (facultades de Psicología, Educación y Ciencias Sociales)[30]
- Universidad Católica de Temuco[29]
- Universidad Católica de la Santísima Concepción (Facultad de Educación)[30]
- Universidad de La Serena[34]
- Universidad de Los Lagos (Osorno y Puerto Montt)[35][36]
- Universidad de Santiago de Chile[30]
- Universidad de Valparaíso (Campus Santiago,[30] Facultad de Humanidades, Campus Valparaíso[28] y Campus San Felipe)[cita requerida]
- Universidad de La Frontera (Facultad de Salud, Escuela de Pedagogía, Edificio R1, RA y E,[30] Facultad de Humanidades, Trabajo Social)[cita requerida]
- Universidad Metropolitana de Ciencias de la Educación[30]
- Universidad Academia de Humanismo Cristiano (Campus Casa Central)[30]
- Universidad de las Ciencias y la Educación de Playa Ancha (todas las carreras)[30]
- Universidad de Talca (todas las carreras)[30]
- Universidad de Magallanes (Sede Central, Punta Arenas)[cita requerida]

### Liceos
- Liceo n.º 1 Javiera Carrera de Santiago[37]
- Instituto Nacional General José Miguel Carrera (toma iniciada por alumnas del Liceo Carmela Carvajal de Prat)[38]
- Liceo 7 Luisa Saavedra de Providencia
- Liceo Tajamar de Providencia[28]
- Liceo Carmela Carvajal de Prat[28]
- Liceo José Victorino Lastarria[28]
- Liceo Manuel de Salas[28]
- Liceo de Aplicación[cita requerida]
- Internado Nacional Barros Arana[cita requerida]
- Liceo Eduardo de la Barra[cita requerida]